# Le Retour du fils
Pour plus de détails, voir Fiche technique et Distribution.
Le Retour du fils est un film marocain d’Ahmed Boulane de 2011. C'est son troisième long métrage, qui aborde les difficultés rencontrées par un enfant issu d’un mariage mixte et de parents séparés, sa recherche identitaire entre deux pays, deux langues et deux cultures.

## Synopsis
Il y a vingt ans, Aziz et Mélanie se sont aimés et ont eu un enfant, Mehdi. Mais après quelques années, Mélanie ne supporte plus la vie au Maroc, et décide de partir en France avec son fils de 5 ans, et part avec lui à l'insu d'Aziz. Aziz ira leur rendre visite à quelques reprises, et est tenté une fois de ramener son fils au Maroc, mais y renonce. Depuis, il mène une vie solitaire d’acteur professionnel, avec le soutien de la bouteille. Quinze ans plus tard, alors qu’il a la vingtaine, Mehdi débarque au Maroc pour le retrouver et découvrir son pays. Malgré leur amour, le décalage est grand, et le fils passe peu de temps avec son père. Le père pourra-t-il comprendre ce grand adolescent instable en recherche de sensations et d’identité ? Le fossé culturel et relationnel qui les sépare pourra-t-il se combler ? Pour renouer une véritable relation, parviendront-ils à comprendre ce qui les relie et ce qui les sépare ? Comment le fils va-t-il se frayer un chemin dans un pays dont il ne connait ni la langue ni les codes, ce qui le conduira jusqu’au fond d’un cachot d’une prison marocaine ? Le père pourra s’appuyer sur ses amis, le fils sur une relation amoureuse, pour les guider dans ce labyrinthe. Finalement, un voyage vers le Sud ouvrira sur une prise de conscience et le lever symbolique du soleil, au bout de la nuit.

## Fiche technique
- Titre original : Le Retour du fils / Aoudatou al ibn
- Titre en français : Le Retour du fils
- Réalisation : Ahmed Boulane
- Scénario : Ahmed Boulane
- Décors : Abdelmjid Boulane, Rachid Boulane
- Directeur de la photographie : Sergio Salvati
- Camera : Luca Luparini
- Son : Mohammed Simou
- Montage : Arbi Ben Ali
- Musique : Joel Pellegrini
- Directeur artistique : Dana Schondelmeyer
- Langue : français (arabe, berbère)
- Pays d'origine :  Maroc
- Production : Ahmed Boulane (Boulane O'Byrne Production), co-produit avec la Société nationale de Radio et Télévision. Avec une aide par avance sur recettes de la Commission d’Aide à la Production Cinématographique de Cinémaro(2011)[1]
- Format : Super 35 mm
- Durée : 85 min
- Genre : drame
- Année de production : 2011
- Date de sortie au Maroc : 7 mars 2012

## Distribution
- Younes Megri : Aziz (le père)
- Warren Guetta : Mehdi (le fils)
- Myriam Bella : Alia (la copine de Mehdi)
- Emmanuelle Jeser : Mélanie (la mère)
- Nail Messaoudi : Mehdi enfant
- Ahmed Boulane : Hassan (réalisateur, ami d’Aziz)
- Amal Ayouch: Amal
- Ahmed El Maanouni : Maître Jabri (l’avocat)
- Kamal Taoufik : le commissaire
- Salah Dizane : l’officier

## Distinctions[2]
- 11e Festival international du film de Marrakech : coup de cœur
- Festival Cinéma et Migration, Pays-Bas 2012 : Prix de la réalisation

## Analyse[3],[4]
Le film montre la réalité des difficultés vécues par de nombreuses familles mixtes.
Pour le fils, le film prend la forme d’une quête d’identité, avec les figures du voyage initiatique (de Strasbourg au Maroc, puis de Casablanca vers le Sud), de la quête (recherche d’expériences et de liens nouveaux), de la descente aux enfers (épisodes de l’arrestation brutale et de l’enfermement dans le cachot).
Le film, pudique, montre les moments d’introspection des personnages (réflexion, insomnie, souvenirs), fonctionne par petites touches de flashback (souvenirs du fils et du père). Il cherche à éviter le pittoresque et les clichés. Dans ce but, le père marocain est montré comme tombant lui-même dans le piège de croire que l’amie de Mehdi ne cherche qu’un papier pour quitter le pays à travers leur relation. C’est également la mère qui kidnappe le fils et quitte le Maroc avec lui.
Le titre fait référence au retour du fils prodigue, mais le film exclut au contraire toute culpabilité : à la fin du film, à l’interrogation du fils "Et moi, qu’est-ce que j’ai fait pour mériter ça ?", le père répond : "Non, personne, personne n’est responsable. Ni toi, ni moi, ni même ta mère. Nous nous sommes tant aimés, mais la vie nous a séparés."

## Autour du film
Le film est dédié par Ahmed Boulane à son père, et mentionne un hommage à Chems Eddine Zinoun /1980-2008), danseur, acteur et chorégraphe marocain décédé accidentellement.
DVD : L’Harmattan / Boulane O’Byrne Production, 2015 ; sous-titres anglais ou français (pour les dialogues en arabe et en berbère) ; bonus : la bande-annonce, un making of de 13 min, The Return of the Sun, réalisé par Reda A. El Achir.